# Kiliia
Kilia (tiếng Ukraina: Кілія) là một thành phố của Ukraina. Thành phố này thuộc tỉnh Odessa. Thành phố này có diện tích 195 km2, dân số theo điều tra dân số năm 2001 là 22594 người.